# دان نلسون
دان نلسون (انگلیسی: Don Nelson؛ زادهٔ ۱۵ مهٔ ۱۹۴۰) مربی بسکتبال اهل ایالات متحده آمریکا است. از باشگاه‌هایی که در آن بازی یا مربی گری کرده‌است می‌توان به میلواکی باکس، گلدن استیت واریرز، لس‌آنجلس لیکرز، نیویورک نیکس، بوستون سلتیکس، و دالاس ماوریکس اشاره کرد. نلسون تا به حال سه بار موفق شد تا جایزه بهترین مربی سال لیگ حرفه‌ای بسکتبال ان بی ای را به دست آورد.